# Erwtenschieter
Een erwtenschieter, ook wel bekend als proppenschieter, is een speelgoedwapen.
Het speelgoed is bedoeld om kleine projectielen zoals erwten, steentjes, besjes of propjes mee af te kunnen schieten.
Hij bestaat uit een kort buisje van hard materiaal (metaal, pvc of plastic) met daaraan vast een stukje elastisch materiaal, zoals een ballon of een stukje rubber handschoen. Vaak wordt hiervoor een rolfilmkokertje of stukje pvc-buis gebruikt in combinatie met een ballon waar de tuit vanaf is geknipt.
Veel kinderen in de leeftijd van 8-16 hebben er een om bijvoorbeeld kattenkwaad mee uit te halen zoals besjes op ruiten schieten. De afschietmethode is simpel: een projectiel wordt in het buisje gestopt, de ballon wordt naar achter getrokken en los gelaten. Met een luide knal vliegt het projectiel dan tientallen meters weg. Vanwege het geluid wordt het ook wel aangeduid met een ploppenschieter.